# Pellsjön
Pellsjön är en sjö i Mora kommun i Dalarna och ingår i Dalälvens huvudavrinningsområde. Sjön har en area på 0,0712 kvadratkilometer och ligger 201,1 meter över havet.

## Delavrinningsområde
Pellsjön ingår i det delavrinningsområde (677934-141177) som SMHI kallar för Mynnar i Dalälvens vattendragsyta. Medelhöjden är 240 meter över havet och ytan är 3,59 kvadratkilometer. Räknas de 19 avrinningsområdena uppströms in blir den ackumulerade arean 228,17 kvadratkilometer. Dysån (Uppdjusån) som avvattnar avrinningsområdet har biflödesordning 2, vilket innebär att vattnet flödar genom totalt 2 vattendrag innan det når havet efter 342 kilometer. Avrinningsområdet består mestadels av skog (53 procent), öppen mark (12 procent) och jordbruk (13 procent). Avrinningsområdet har 0,11 kvadratkilometer vattenytor vilket ger det en sjöprocent på 3,1 procent. Bebyggelsen i området täcker en yta av 0,45 kvadratkilometer eller 13 procent av avrinningsområdet.